# Rennrodel-Weltmeisterschaften 2009
Die 41. FIL Weltmeisterschaften im Rennrodeln wurden vom 5. bis 8. Februar 2009 in Lake Placid, New York, Vereinigte Staaten ausgetragen.

## Ergebnisse

### Frauen, Einsitzer
| Platz | Sportler             | Nation             | Laufzeiten              | Endzeit  |
| ----- | -------------------- | ------------------ | ----------------------- | -------- |
| 1     | Erin Hamlin          | Vereinigte Staaten | 44.113 (1) 43.985 (1)   | 1:28.098 |
| 2     | Natalie Geisenberger | Deutschland        | 44.214 (2) 44.071 (2)   | + 0.187  |
| 3     | Natalja Jakuschenko  | Ukraine            | 44.249 (3) 44.085 (3)   | + 0.236  |
| 4     | Alex Gough           | Kanada             | 44.401 (5) 44.214 (4)   | + 0.517  |
| 5     | Julia Clukey         | Vereinigte Staaten | 44.395 (4) 44.227 (5)   | + 0.524  |
| 6     | Tatjana Hüfner       | Deutschland        | 44.459 (7) 44.343 (6)   | + 0.704  |
| 7     | Ashley Walden        | Vereinigte Staaten | 44.481 (8) 44.363 (7)   | + 0.746  |
| 8     | Maija Tīruma         | Lettland           | 44.405 (6) 44.512 (11)  | + 0.819  |
| 9     | Nina Reithmayer      | Österreich         | 44.547 (10) 44.391 (8)  | + 0.840  |
| 10    | Anke Wischnewski     | Deutschland        | 44.519 (9) 44.452 (9)   | + 0.873  |
| 11    | Alexandra Rodionowa  | Russland           | 44.703 (12) 44.585 (12) | + 1.190  |
| 12    | Veronika Halder      | Österreich         | 44.624 (11) 44.753 (13) | + 1.279  |
| 13    | Ewelina Staszulonek  | Polen              | 44.810 (14) 44.761 (14) | + 1.473  |
| 14    | Anastasia Young      | Vereinigte Staaten | 45.124 (19) 44.502 (10) | + 1.528  |
| 15    | Regan Lauscher       | Kanada             | 44.888 (15) 44.788 (15) | + 1.578  |
| 16    | Martina Kocher       | Schweiz            | 44.923 (16) 44.842 (17) | + 1.667  |
| 17    | Corinna Martini      | Deutschland        | 44.799 (13) 44.979 (18) | + 1.680  |
| 18    | Meaghan Simister     | Kanada             | 45.010 (17) 44.803(16)  | + 1.715  |
| 19    | Lilia Ludan          | Ukraine            | 45.257 (20) 45.101 (19) | + 2.260  |
| 20    | Hannah Campbell-Pegg | Australien         | 45.349                  |          |
| 21    | Tatjana Newsorowa    | Russland           | 45.369                  |          |
| 22    | Anna Orlova          | Lettland           | 45.531                  |          |
| 23    | Veronika Sabolová    | Slowakei           | 45.579                  |          |
| 24    | Jana Šišajová        | Slowakei           | 45.579                  |          |
| 25    | Aya Yasuda           | Japan              | 46.151                  |          |
| 26    | Petra Kaprasová      | Tschechien         | 46.359                  |          |
| 27    | Daria Obratov        | Kroatien           | 46.767                  |          |
| 28    | Mariola Ziętek       | Polen              | 46.906                  |          |
| 29    | Natalja Chorjowa     | Russland           | 47.206                  |          |
| 30    | Raluca Strămăturaru  | Rumänien           | 47.255                  |          |
| 31    | Madoka Harada        | Japan              | 58.473                  |          |
| --    | Sandra Gasparini     | Italien            | 45.064 (18) --          | DNF      |

Datum: 6. Februar 2009

### Männer, Einsitzer
| Platz | Sportler             | Nation                 | Laufzeiten              | Endzeit  |
| ----- | -------------------- | ---------------------- | ----------------------- | -------- |
| 1     | Felix Loch           | Deutschland            | 51.939 (1) 52.397 (1)   | 1:44.336 |
| 2     | Armin Zöggeler       | Italien                | 51.982 (2) 52.567 (2)   | + 0.213  |
| 3     | Daniel Pfister       | Österreich             | 52.271 (4) 52.766 (3)   | + 0.701  |
| 4     | Albert Demtschenko   | Russland               | 52.432 (6) 52.776 (4)   | + 0.872  |
| 5     | Jan Eichhorn         | Deutschland            | 52.215 (3) 53.011 (8)   | + 0.890  |
| 6     | Bengt Walden         | Vereinigte Staaten     | 52.422 (5) 52.820 (5)   | + 0.906  |
| 7     | David Möller         | Deutschland            | 52.523 (9) 52.936 (7)   | + 1.123  |
| 8     | Stefan Höhener       | Schweiz                | 52.457 (7) 53.075 (11)  | + 1.196  |
| 9     | David Mair           | Italien                | 52.566 (10) 53.036 (9)  | + 1.266  |
| 10    | Andi Langenhan       | Deutschland            | 52.473 (8) 53.198 (13)  | + 1.335  |
| 11    | Viktor Kneib         | Russland               | 52.605 (11) 53.158 (12) | + 1.427  |
| 12    | Wolfgang Kindl       | Österreich             | 52.912 (19) 52.885 (6)  | + 1.461  |
| 13    | Martin Abentung      | Österreich             | 52.867 (16) 53.074 (10) | + 1.605  |
| 14    | Christopher Mazdzer  | Vereinigte Staaten     | 52.707 (13) 53.274 (17) | + 1.645  |
| 15    | Wilfried Huber       | Italien                | 52.634 (12) 53.373 (19) | + 1.671  |
| 16    | Reinhold Rainer      | Italien                | 52.815 (15) 53.218 (14) | + 1.697  |
| 17    | Samuel Edney         | Kanada                 | 52.890 (18) 53.239 (15) | + 1.793  |
| 18    | Tony Benshoof        | Vereinigte Staaten     | 52.734 (14) 53.429 (23) | + 1.827  |
| 19    | Jozef Ninis          | Slowakei               | 53.017 (20) 53.259 (16) | + 1.940  |
| 20    | Ian Cockerline       | Kanada                 | 52.874 (17) 53.425 (22) | + 1.963  |
| 21    | Robbie Huerbin       | Vereinigte Staaten     | 53.026 (21) 53.292 (18) | + 1.982  |
| 22    | Guntis Rēķis         | Lettland               | 53.036 (22) 53.394 (21) | + 2.094  |
| 23    | Jeff Christie        | Kanada                 | 53.101 (23) 53.373 (19) | + 2.138  |
| 24    | Mārtiņš Rubenis      | Lettland               | 53.147 (24) 53.637 (24) | + 2.448  |
| 25    | Manuel Pfister       | Österreich             | 53.175 (25) 53.701 (25) | + 2.540  |
| 26    | Adam Rosen           | Vereinigtes Königreich | 53.187                  |          |
| 27    | Gregory Carigiet     | Schweiz                | 53.198                  |          |
| 28    | Jo Alexander Koppang | Norwegen               | 53.446                  |          |
| 29    | Maciej Kurowski      | Polen                  | 53.459                  |          |
| 30    | Thomas Girod         | Frankreich             | 53.476                  |          |
| 31    | Tønnes Stang Rolfsen | Norwegen               | 53.810                  |          |
| 32    | Maxim Andrianow      | Russland               | 53.874                  |          |
| 33    | Inārs Kivlenieks     | Lettland               | 54.393                  |          |
| 34    | Ondřej Hyman         | Tschechien             | 54.420                  |          |
| 35    | Stepan Fjodorow      | Russland               | 54.641                  |          |
| 36    | Jakub Hyman          | Tschechien             | 54.667                  |          |
| 37    | Petar Iliew          | Bulgarien              | 54.786                  |          |
| 38    | Iwan Papuktschiew    | Bulgarien              | 55.249                  |          |
| 39    | Shiva Keshavan       | Indien                 | 55.424                  |          |
| 40    | Valentin Crețu       | Rumänien               | 56.591                  |          |
| 41    | Domen Pociecha       | Slowenien              | 56.792                  |          |
| --    | William Lorentzen    | Norwegen               | DNF                     |          |
| --    | Thor Haug Nørbech    | Norwegen               | DNF                     |          |

Datum: 7. Februar 2009

### Doppelsitzer
| Platz | Sportler                                     | Nation             | Laufzeiten              | Endzeit  |
| ----- | -------------------------------------------- | ------------------ | ----------------------- | -------- |
| 1     | Gerhard Plankensteiner Oswald Haselrieder    | Italien            | 43.641 (1) 43.760 (1)   | 1:27.401 |
| 2     | André Florschütz Torsten Wustlich            | Deutschland        | 43.649 (2) 43.809 (2)   | + 0.057  |
| 3     | Mark Grimmette Brian Martin                  | Vereinigte Staaten | 43.784 (3) 43.827 (3)   | + 0.210  |
| 4     | Christian Oberstolz Patrick Gruber           | Italien            | 43.919 (5) 43.962 (4)   | + 0.480  |
| 5     | Patric Leitner Alexander Resch               | Deutschland        | 43.947 (6) 44.045 (6)   | + 0.591  |
| 6     | Christian Niccum Dan Joye                    | Vereinigte Staaten | 43.861 (4) 44.151 (8)   | + 0.611  |
| 7     | Tobias Wendl Tobias Arlt                     | Deutschland        | 44.047 (7) 43.991 (5)   | + 0.637  |
| 8     | Peter Penz Georg Fischler                    | Österreich         | 44.233 (8) 44.087 (7)   | + 0.919  |
| 9     | Matt Mortensen Preston Griffall              | Vereinigte Staaten | 44.246 (9) 44.155 (9)   | + 1.000  |
| 10    | Chris Moffat Mike Moffat                     | Kanada             | 44.589 (10) 44.418 (10) | + 1.606  |
| 11    | Michail Kusmitsch Stanislaw Michejew         | Russland           | 44.791 (15) 44.604 (11) | + 1.994  |
| 12    | Antonín Brož Lukáš Brož                      | Tschechien         | 44.765 (13) 44.728 (12) | + 2.092  |
| 13    | Ján Harniš Branislav Regec                   | Slowakei           | 44.648 (12) 44.857 (14) | + 2.104  |
| 14    | Andrij Kis Jurij Haiduk                      | Ukraine            | 44.636 (11) 44.984 (15) | + 2.219  |
| 15    | Wladislaw Juschakow Wladimir Machnutin       | Russland           | 44.789 (14) 44.854 (13) | + 2.242  |
| 16    | Paul Ifrim Andrei Anghel                     | Rumänien           | 45.578 (18) 45.601 (16) | + 3.778  |
| 17    | Markus Schiegl Tobias Schiegl                | Österreich         | 46.302                  |          |
| 18    | Iwan Newmerschizki Oleg Medwedew             | Russland           | 47.345                  |          |
| 19    | Andris Šics Juris Šics                       | Lettland           | 48.928                  |          |
| 20    | Andreas Linger Wolfgang Linger               | Österreich         | 51.536                  |          |
| DSQ   | Cosmin Chetroiu Ionuț Țăran                  | Rumänien           | 45.084 (17) DSQ         |          |
| --    | Takahisa Oguchi Masaki Toshiro               | Japan              | 45.055 (16) DNF         |          |
| --    | Hans Peter Fischnaller Patrick Schwienbacher | Italien            | DNF                     |          |

Datum: 6. Februar 2009

### Team
| Platz | Nation             | Sportler                                                   | Laufzeiten                       | Endzeit  |
| ----- | ------------------ | ---------------------------------------------------------- | -------------------------------- | -------- |
| 1     | Deutschland        | Felix Loch Natalie Geisenberger Florschütz/Wustlich        | 51.038 (2) 54.300 (1) 54.292 (2) | 2:39.630 |
| 2     | Österreich         | Daniel Pfister Nina Reithmayer Penz/Fischler               | 51.518 (3) 55.110 (2) 54.512 (3) | +1.510   |
| 3     | Lettland           | Guntis Rēķis Maija Tīruma Šics/Šics                        | 51.953 (6) 55.678 (3) 54.868 (5) | +2.869   |
| 4     | Italien            | Armin Zöggeler Sandra Gasparini Plankensteiner/Haselrieder | 50.978 (1) 57.762 (7) 54.254 (1) | +3.364   |
| 5     | Slowakei           | Jozef Ninis Veronika Sabolová Harniš/Regec                 | 51.734 (5) 56.762 (6) 55.025 (6) | +3.891   |
| 6     | Vereinigte Staaten | Bengt Walden Erin Hamlin Grimmette/Martin                  | 53.820 (8) 55.690 (4) 54.574 (4) | +4.454   |
| 7     | Tschechien         | Jakub Hyman Petra Kaprasová Broz/Broz                      | 53.081 (7) 58.796 (8) 56.916 (7) | +9.163   |
| 8     | Rumänien           | Valentin Crețu Raluca Strămăturaru Ifrim/Anghel            | 54.106 (9) 59.064 (9) 56.977 (8) | +10.517  |
|       | Kanada             | Sam Edney Alex Gough Moffat/Moffat                         | DSQ                              |          |
|       | Russland           | Albert Demtschenko Alexandra Rodionowa Kusmitsch/Michejew  | 51.548 (4) 56.221 (5) DNF        |          |

Datum: 8. Februar 2009